# Antonio Esparragoza
Antonio Esparragoza Betancourt (* 2. September 1959 in Cumaná) ist ein ehemaliger venezolanischer Boxer und WBA-Weltmeister im Federgewicht.

## Amateurkarriere
Er gewann im Mai 1978 eine Bronzemedaille im Federgewicht bei den Weltmeisterschaften in Belgrad, nachdem er erst im Halbfinale gegen Bratislav Ristić ausgeschieden war. Bei den Olympischen Spielen 1980 in Moskau unterlag er im Federgewicht in der Vorrunde gegen Peter Hanlon.

## Profikarriere
Antonio Esparragoza wurde von Amilcar Brusa trainiert und gewann sein Profidebüt im Februar 1981. Am 6. März 1987 boxte er in Fort Worth um den WBA-Titel im Federgewicht und siegte durch TKO in der zwölften Runde gegen Steve Cruz.
Anschließend gewann er sieben Titelverteidigungen:
- 26. Juli 1987 durch KO in der zehnten Runde gegen Pascual Aranda
- 23. Juni 1988 durch Unentschieden gegen Marcos Villasana
- 5. November 1988 durch KO in der achten Runde gegen Jose Marmolejo
- 26. März 1989 durch KO in der zehnten Runde gegen Mitsuru Sugiya
- 2. Juni 1989 durch KO in der sechsten Runde gegen Jean-Marc Renard
- 22. September 1989 durch KO in der fünften Runde gegen Eduardo Montoya
- 12. Mai 1990 durch einstimmige Entscheidung gegen Chan-Mok Park

Am 30. März 1991 verlor er den Gürtel durch eine einstimmige Punktniederlage an Park Yong-kyun und beendete danach seine Karriere.